# Cieszków
Cieszków [ˈʨɛʃkuf] (deutsch Freyhan) ist ein Dorf im Powiat Milicki der Woiwodschaft Niederschlesien in Polen. Es ist Sitz der gleichnamigen Landgemeinde mit 4657 Einwohnern (Stand 31. Dezember 2020).

## Geographische Lage
Die Ortschaft liegt in Niederschlesien, drei Kilometer südwestlich der Stadt Zduny.

## Geschichte

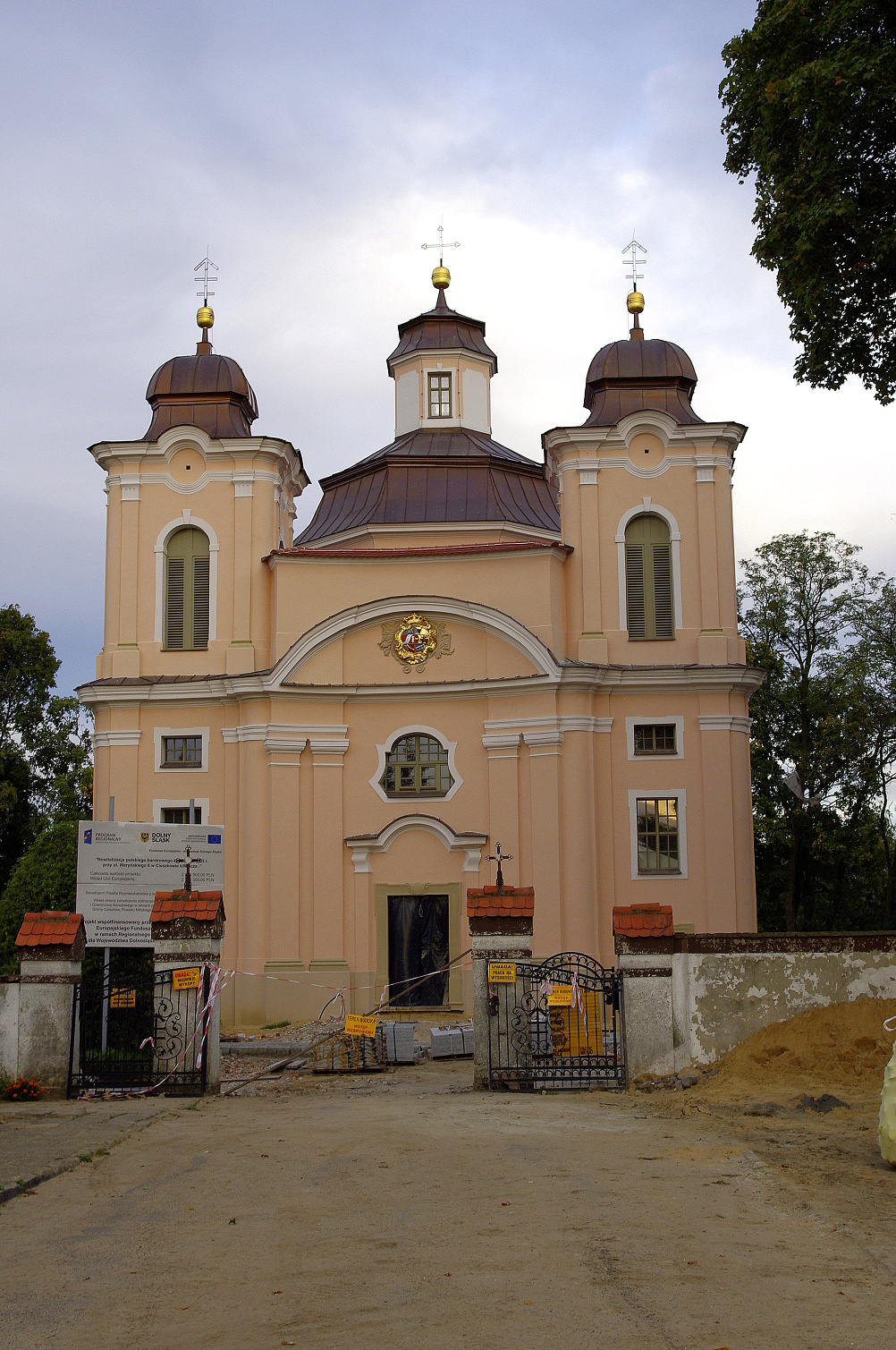
Katholische Kirche in Cieszków

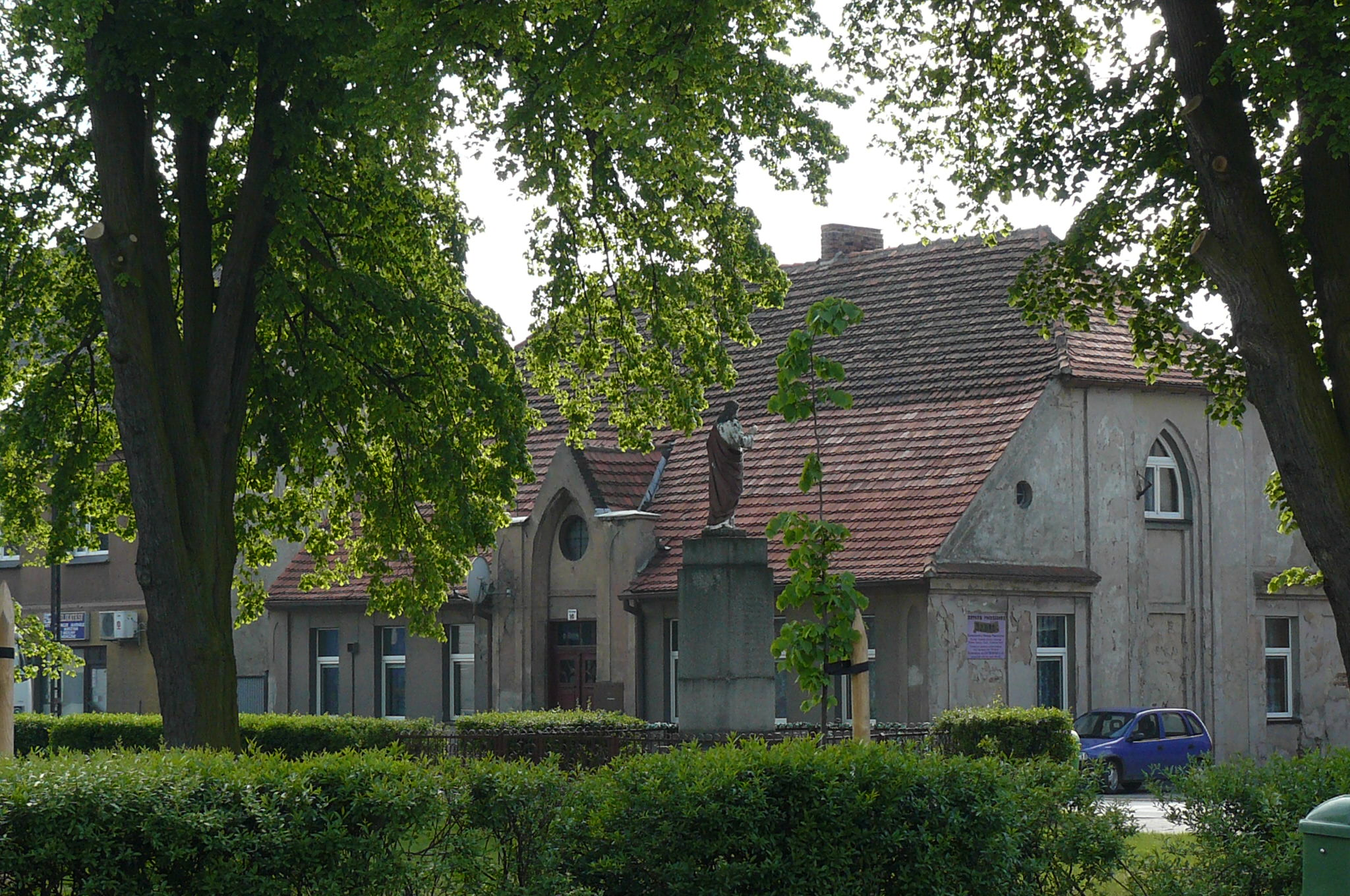
Haus am Marktplatz

Freyhan wurde im 15. Jahrhundert gegründet. Seit 1628 bildete es eine eigene Grundherrschaft. Sie wurde aus der Grundherrschaft Militsch ausgegliedert und war bis 1691 im Besitz derer von Maltzan. Bereits 1660 erlangte sie die Rechte einer Minderstandesherrschaft. Nachfolgend kam es zu häufigen Besitzerwechseln, zuletzt der Grafen Pückler. 1695 wurde das Schloss errichtet.
1825 bewohnten 491 Einwohner die Marktgemeinde, hinzu kam noch die Schlossgemeinde mit 535 Bewohnern. 1841 verlor Freyhan das Stadtrecht. Wegen seiner waldreichen Umgebung entwickelte es sich zu einem beliebten Ausflugsort.
Freyhan gehörte 1945 zum Landkreis Militsch in der Provinz Niederschlesien des Deutschen Reichs.
Gegen Ende des Zweiten Weltkriegs wurde die Region im Frühjahr 1945 von der Roten Armee besetzt. Seit Kriegsende gehört das Dorf zu Polen; in der Folgezeit wurden die deutschen Bewohner des Dorfs größtenteils von der örtlichen polnischen Verwaltungsbehörde vertrieben. Das Dorf Freyhan wurde in Cieszków umbenannt.

### Einwohnerzahlen
- 1885: 551[1]
- 1933: 1.361[1]
- 1939: 1.376[1]

## Sehenswürdigkeiten
- Die katholische Kirche St. Maria Himmelfahrt (kościół pw. Wniebowzięcia Najświętszej Marii Panny) ist eine im Stil des Rokoko errichtete ehemalige Hofkirche, errichtet ab 1753 als Stiftung der Katharina Ludwiga von Sapieha, renoviert 1975-78. Es ist ein Kreuzkuppelbau mit Apsis. Die einheitliche reichhaltige Rokoko-Ausstattung stammt aus der Zeit um 1755.[2]
- Die evangelische Kirche, fertiggestellt im Jahr 1828 ist ein neugotischer Bau mit klassizistischer Ausstattung.[3]

## Gemeinde
Zur Landgemeinde (gmina wiejska) Cieszków mit einer Fläche von 100,7 km² gehören das Dorf selbst und 17 weitere Dörfer mit Schulzenämtern (sołectwa).

## Verkehr
Cieszków liegt an der Bahnstrecke Oleśnica–Chojnice mit den nicht mehr bedienten Halten Cieszków und Rakoniewice Milickie (im Ortsteil Rakłowice).

## Söhne und Töchter des Ortes
- Johann Moritz von Strachwitz (1721–1781), Apostolischer Vikar, Generalvikar und Weihbischof in Breslau
- Leopold von Luck (1740–1813), preußischer Generalmajor
- Arved von Teichman und Logischen (1829–1898), preußischer Generalleutnant
- Mark G. von Pückler (1940–2023), Jurist und Fachautor.